# Orquestra Sinfônica do Recife
A Orquestra Sinfônica do Recife (OSR) foi fundada em 1930 pelo maestro Vicente Fittipaldi, por Walter Cox e pelo compositor Ernani Braga. É considerada a orquestra mais antiga do genêro no Brasil em atividade ininterrupta. Seu concerto inaugural ocorreu em 30 de julho de 1930 no Teatro de Santa Isabel, atual sede da orquestra. Naquela época, a orquestra denominava-se Orquestra Sinfônica de Concertos Populares e só em 1949 quando foi vinculada ao município de Recife que passou a se chamar Orquestra Sinfônica do Recife. 
A orquestra já teve como regentes Vicente Fittipaldi, Mário Câncio, Guedes Peixoto,Eleazar de Carvalho, Eugene Egan, Arlindo Teixeira, Diogo Pacheco e Carlos Veiga. Eleazar trouxe para o repertório da orquestra grandes  peças musicais como Zaratustra e Don Juan, de Richard Strauss, e também de composições de Stravinski, Debussy e Ravel, trabalho continuado por seu assistente Eugene Egan.
Seu regente titular é o maestro Marlos Nobre (Recife, 18 de fevereiro de 1939),  pianista, compositor e maestro brasileiro. 

## Discografia
- 2006: Sivuca Sinfônico (Orquestra Sinfônica do Recife e Sivuca)  Biscoito Fino